# Anartia thyamis
Anartia thyamis är en fjärilsart som beskrevs av Hans Fruhstorfer 1907. Anartia thyamis ingår i släktet Anartia och familjen praktfjärilar. Inga underarter finns listade i Catalogue of Life.